# Antoine Veil
Pour les articles homonymes, voir Veil.
Antoine Veil, né le 28 août 1926 à Blâmont et mort le 11 avril 2013 à Paris, époux de Simone Veil, est un entrepreneur, homme politique et haut fonctionnaire français.

## Biographie

### Famille
Antoine Victor Veil naît le 28 août 1926 à Blâmont (Meurthe-et-Moselle) du mariage d’André Veil (1889-1966), industriel et fabricant de tissus en coton et d’Alice Léon (1898-1985), femme au foyer.
D’origine juive lorraine, Antoine Veil « échappe de peu à la déportation ». Avec sa famille, il se réfugie en Suisse, durant la Seconde Guerre mondiale.
Le 26 octobre 1946, il épouse Simone Jacob, connue depuis sous le nom de Simone Veil. De ce mariage, naissent trois enfants : Jean (1947), Claude-Nicolas (1948-2002) et Pierre-François (1954), avocat.
Antoine Veil meurt le 11 avril 2013,.

### Formation
Après des études secondaires aux lycées de Nancy et de Grenoble, Antoine Veil poursuit des études supérieures : il est licencié en droit et diplômé de l'Institut d'études politiques de Paris (section Service public, promotion 1948).

### Parcours professoral
Il enseigne à l'IEP de Paris, où il succède à Georges Pompidou à la tête d'un cours de droit.

### Parcours professionnel
Antoine Veil entre en 1947 au cabinet de Pierre-Henri Teitgen et, en 1948, au cabinet d'Alain Poher. Après l'ENA (promotion Albert-Thomas), en 1955, il rejoint le corps des inspecteurs des Finances et poursuit sa carrière dans divers cabinets ministériels : il devient notamment directeur de cabinet de Joseph Fontanet, secrétaire d'État à l'Industrie et au Commerce, puis ministre de la Santé publique. De 1964 à 1968, il est délégué général du Comité central des armateurs français, aujourd’hui Armateurs de France. En 1969, il est nommé directeur général adjoint de la Compagnie des chargeurs réunis.
De 1971 à 1980, il occupe les fonctions d'administrateur, puis de directeur général de l'UTA (Union de transports aériens), de président-directeur général de la Compagnie aéromaritime d'affrètement et d'administrateur d'Air Inter. Il était membre du comité stratégique du groupe Bolloré.
Il est élu conseiller de Paris en 1971, réélu en 1983.
Lorsque Simone Veil porte la loi sur l'avortement (1975), il participe en privé à son élaboration et met à la disposition de sa femme son réseau d'élus centristes (il a été trésorier du CDS) pour la faire passer au Parlement. À mesure que sa femme obtient une stature politique nationale et européenne, il vit avec difficulté la situation d'être considéré comme « le mari de… », à une époque où la tendance est plutôt à la situation inverse dans les couples dont un membre fait de la politique.
De 1982 à 1985, il est P.-D.G. de Manurhin.
En 1983, il crée avec son épouse Simone Veil le club Vauban, un cercle de réflexion qui vise à dépasser les clivages politiques, les réunions ayant lieu dans leur appartement de la place Vauban, à Paris.
En 1989, il fonde son cabinet de conseil, AV Consultants.
Il est nommé P.-D.G. d'Orlyval en avril 1992. Face aux difficultés de la société, il négocie un plan de restructuration qui conduit à la reprise de la concession par la RATP quelques mois plus tard.
En 2010, à la suite du rapport d'Yves Jégo, il fonde avec l'association Pro France, organisme chargé de la certification « Origine France Garantie », certification ayant pour but de faire la promotion de la « marque France ».

## Distinctions et hommages

### Décorations
- Grand officier de la Légion d'honneur
- Commandeur de l'ordre national du Mérite
- Officier de l'ordre de la Santé publique
- Officier de l'ordre du Mérite commercial et industriel
- Chevalier de l'ordre du Mérite agricole
- Chevalier de l'ordre de l'Économie nationale

Antoine Veil est promu officier de l'ordre national de la Légion d'honneur le 5 juin 1987 puis commandeur le 13 juillet 1999 et grand officier le 6 avril 2007 au titre de « président de société ».
Il est en outre commandeur de l'ordre national du Mérite depuis le 24 juin 1993 au titre de « vice-président du Conseil national du tourisme ; 47 ans d’activités professionnelles et de services militaires », officier de la Santé publique et du Mérite commercial et industriel, chevalier du Mérite agricole et de l'Économie nationale.

### Hommage posthume

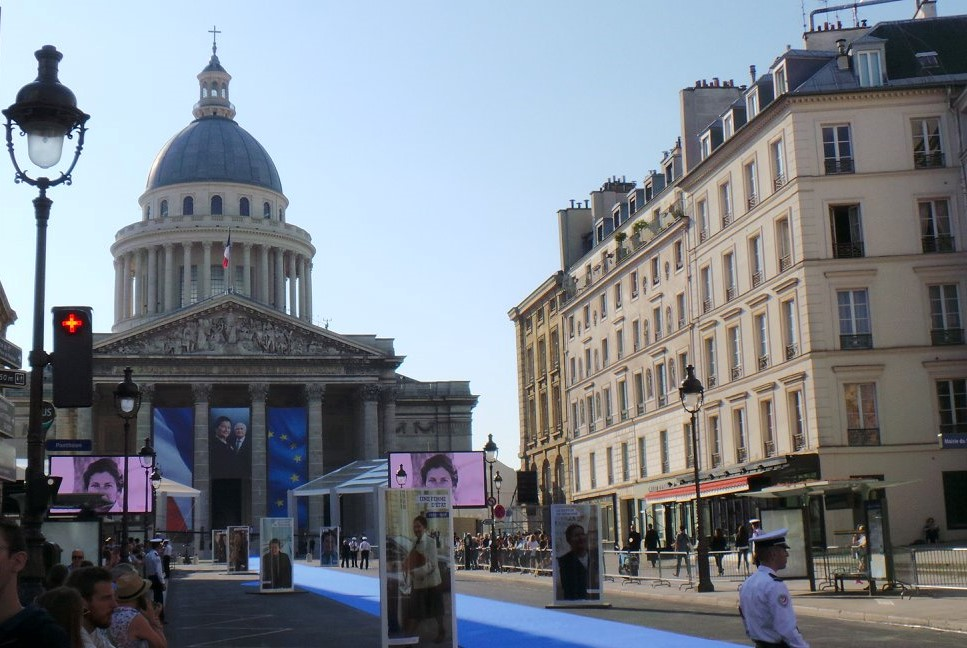
Le Panthéon et la rue Soufflot aménagés pour la cérémonie.

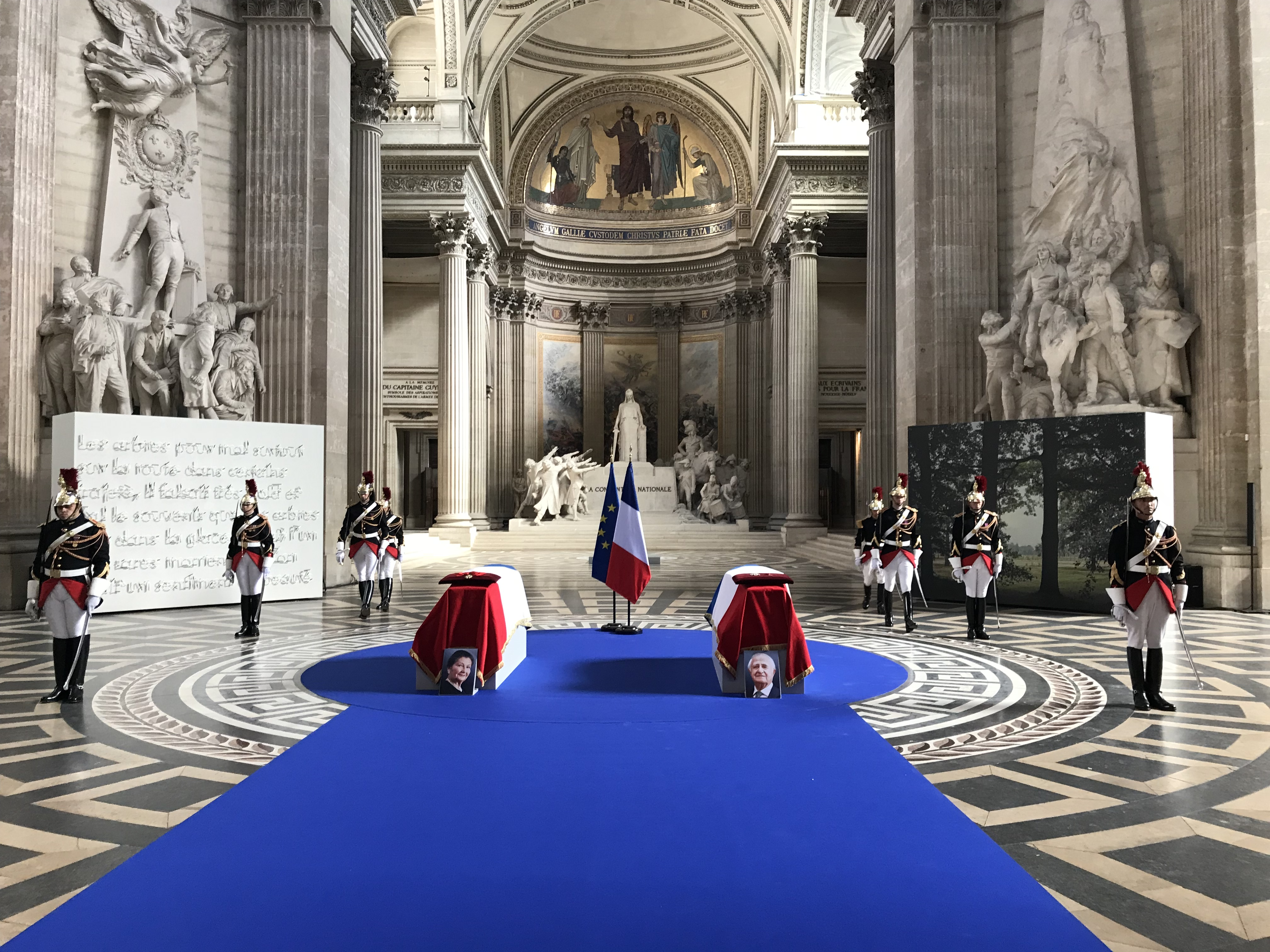
Les cercueils de Simone et Antoine Veil reposent sous la coupole du Panthéon, veillés par des gardes républicains le 1er juillet 2018.

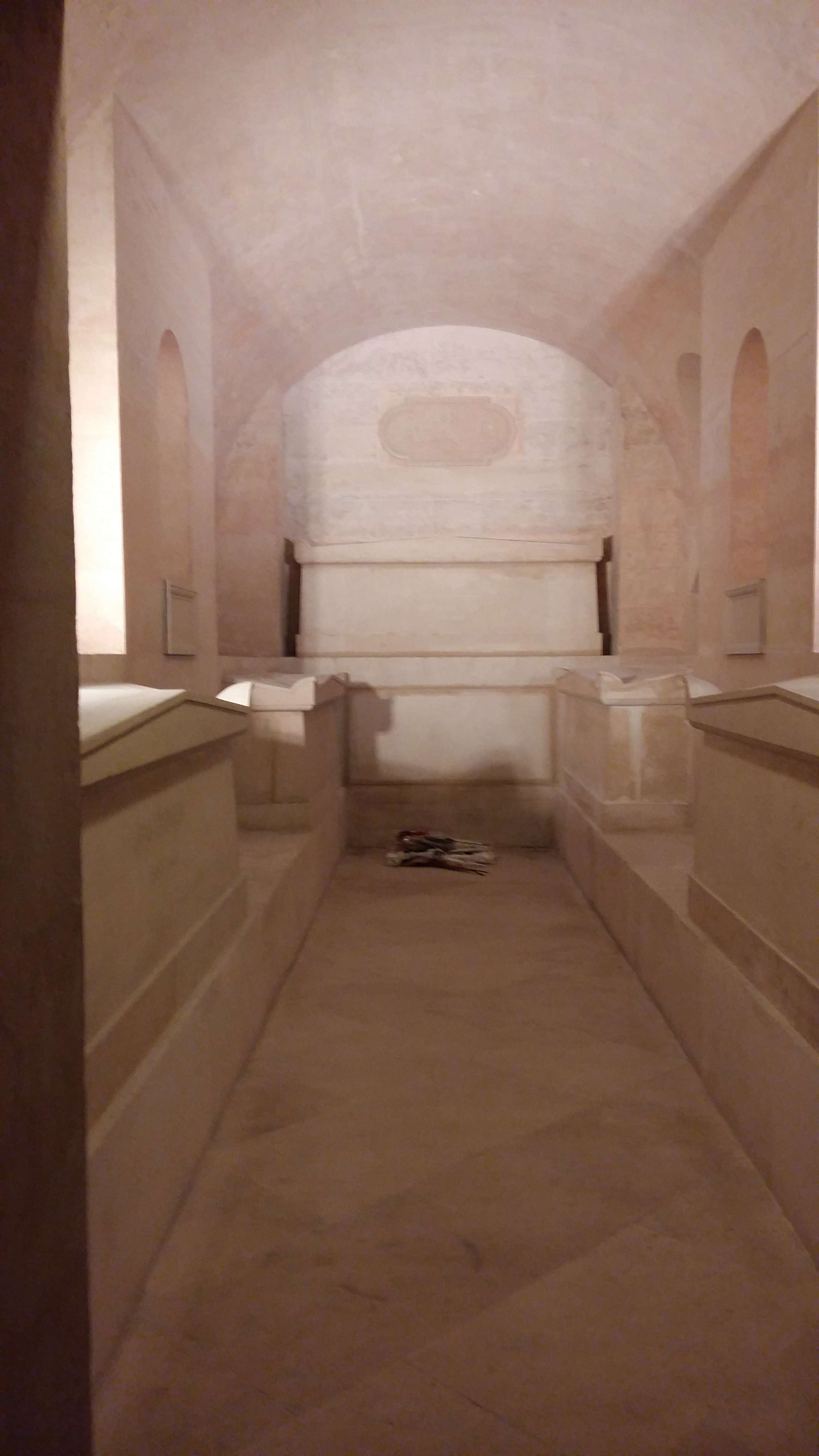
Jean Moulin et André Malraux à gauche, les époux Veil au fond, René Cassin et Jean Monnet à droite.

Il est inhumé au cimetière du Montparnasse (5e division). À ses obsèques, parmi la foule, on note la présence d'Édouard Balladur, Bernadette Chirac, Bertrand Delanoë, François Fillon, Pierre Moscovici, Nicolas Sarkozy, Anne Sinclair et Dominique Strauss-Kahn.
Le 5 juillet 2017, le président de la République Emmanuel Macron annonce l'entrée au Panthéon de Simone Veil, lors de son hommage national. Quant à Antoine Veil, il est admis avec elle en sa qualité d’époux. Il est le second conjoint à entrer au Panthéon à ce titre, après Sophie Berthelot. La cérémonie s'est tenue le 1er juillet 2018.
Antoine Veil est le premier énarque à entrer au Panthéon.[réf. nécessaire]

## Ouvrages
- La Mémoire longue, Paris, Éditions Plon, 1991, 221 p. (ISBN 978-2-259-02372-6).
- Les Années de sable, Paris, Éditions Flammarion, 1994, 169 p. (ISBN 978-2-08-066754-0).
- Comédie française, Paris, Éditions Plon, 1997, 162 p. (ISBN 978-2-259-18746-6).
- Avec Emmanuel Galiero, Salut, Monaco, Alphée Éditions, 2010, 140 p. (ISBN 978-2-7538-0638-2).

### Filmographie
- La Loi (2014), téléfilm de Christian Faure, joué par Lionel Abelanski